# Liam Tancock
Liam Tancock John (* 7. Mai 1985 in Exeter) ist ein ehemaliger britischer Schwimmer.

## Werdegang
Seine Konzentration lag vor allem auf den Sprintstrecken der Rückendistanzen. Beim Exeter City Swimming Club startete er seine Schwimmkarriere, die er an der Loughborough University, an der er Sportwissenschaften studierte, fortsetzte.
Seinen absoluten Durchbruch schaffte Tancock am 2. April 2008, als er bei den britischen Olympiatrials einen neuen Weltrekord über die 50 m Rücken aufstellte. Nur acht Tage später erreichte er einen weiteren Höhepunkt seiner Karriere, als er bei den Kurzbahnweltmeisterschaften 2008 in Manchester über die 100-m-Rückenstrecke die Goldmedaille gewann. Mit der Qualifikation über die Distanzen 100 m Rücken und 200 m Lagen für die Olympischen Sommerspiele 2008 in Peking nahm er zum ersten Mal bei Olympischen Sommerspielen teil. Bei den Commonwealth Games 2010 in Neu-Delhi siegte Tancock über 50 m Rücken und 100 m Rücken, mit der 4 × 100-m-Lagenstaffel wurde er Dritter. Bei den darauffolgenden Commonwealth Games 2014 in Glasgow holte er Gold mit der 4 × 100-m-Lagenstaffel und Bronze über 50 m Rücken und 100 m Rücken.
Tancock war Athletenbotschafter der Entwicklungshilfeorganisation Right to Play.

## Rekorde
| Weltrekorde (1)                | Weltrekorde (1) | Weltrekorde (1) | Weltrekorde (1) |
| ------------------------------ | --------------- | --------------- | --------------- |
| 50 m Rücken                    | 00:24,04 min    | 2. August 2009  | Rom             |
| Commonwealth-Games-Rekorde (4) |                 |                 |                 |
| 50 m Rücken                    | 00:24,04 min    | 2. August 2009  | Rom             |
| 100 m Rücken                   | 00:53,46 min    | 22. August 2007 | Chiba           |
| 100 m Rücken (Kurzbahn)        | 00:50,14 min    | 10. April 2008  | Manchester      |
| 200 m Lagen (Kurzbahn)         | 01:53,10 min    | 10. April 2008  | Manchester      |
| (Stand: 2. August 2009)        |                 |                 |                 |